# Pasajul Pipera
Pasajul Pipera este un pasaj suprateran din București construit cu scopul de a fluidiza traficul în cartierele Aviației și Pipera. 
Pasajul facilitează trecerea peste intersecțiile Calea Floreasca - strada Avionului și Bulevardul Barbu Văcărescu - strada Alexandru Șerbănescu, făcând legătura între strada Nicolae Caramfil și șoseaua Pipera.
Sub pasaj vor fi amenajate 200 de locuri de parcare. 

## Construcție
Lungimea totală a pasajului este de 698,40 de metri, partea suspendată având 474,40 de metri, iar cele două rampe – 136, respectiv 88 de metri. 
Pasajul are patru benzi de circulație de câte 3,50 metri fiecare și este dotat cu trotuare de serviciu pe ambele părți. 

## Vedeți și
- Lista pasajelor din București